# Salix disperma
Salix disperma är en videväxtart som beskrevs av William Roxburgh och David Don. Salix disperma ingår i släktet viden, och familjen videväxter. Inga underarter finns listade i Catalogue of Life.